# 김덕현 (독립운동가)
김덕현(金德賢, 1880년 6월 17일~1920년 9월 19일)은 일제강점기의 독립운동가이다. 김덕현(金德鉉)이라고도 한다.

## 활동
1880년 함경북도 회령군에서 태어났다. 1910년 북만주 화룡현으로 가서 학성학교를 세우고 초대 교장에 취임하였다. 1919년 북로 군정서군의 간부로서 활약하다가 1920년 전사하였다.

## 사후
1990년 애국장이 추서되었다.